# Космос-15

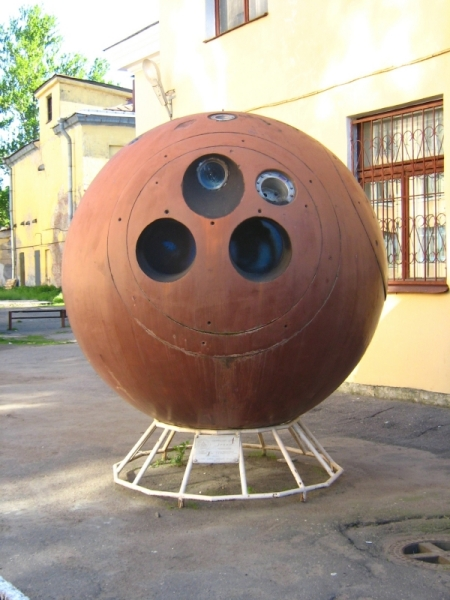
Спускаемый аппарат КА «Зенит-2» был выставлен на улице Комиссара Смирнова (г. Санкт Петербург), перед общежитием ВМедА

Космос-15 — один из более чем 2400 советских космических спутников Земли и 15-й по счёту аппарат серии КА «Космос», аппарат типа «Зенит-2» № 8. Запущен на орбиту 22 марта 1963 года, был предназначен для фоторазведки и тестирования аппаратуры.
Для запуска спутника в космос использовалась ракета-носитель Восток-2 8А92. Запуск произошёл в 08:24 GMT 22 марта 1963 года со стартовой площадки 1/5, также известной как «Гагаринский старт».
Космос-15 был помещен в низкую околоземную орбиту с перигеем в 173 километра, апогеем в 371 километр, с углом наклона плоскости орбиты к плоскости экватора Земли в 65 градусов, и орбитальным периодом в 89,77 минут. Он провел несколько дней выполняя миссию, после чего 27-го марта покинул орбиту и выполнил посадку на территорию СССР с помощью спускаемого аппарата.